# Джон Робісон
Джон Ро́бісон (англ. John Robison, 4 лютого 1739, Стірлінгшир, Шотландія — 30 січня 1805, Единбург, Шотландія) — шотландський вчений (хімік і фізик), винахідник, професор Единбурзького університету, перший генеральний секретар Королівського товариства Единбурга (перебував на посаді протягом 20 років).

## Життєпис
1756 року закінчив Університет Глазго. Брав участь у випробуваннях морського хронометра Джона Гаррісона у плаванні на Ямайку. 1766 року став професором хімії Університету Глазго.
1770 року як секретар адмірала Чарлза Ноулза прибув у Санкт-Петербург і до 1773 року жив у Росії, викладав математику кадетам Морського кадетського корпусу в Кронштадті.
Від 1773 року — професор натурфілософії Единбурзького університету. Від 1800 року — іноземний почесний член Петербурзької академії наук. Від 1783 року — генеральний секретар Королівського товариства Единбурга, створеного цього ж року.
Автор відомої конспірологічної праці «Докази таємної змови проти всіх релігій та урядів Європи» (1797), спрямованої проти масонів.

## Наукові заслуги
Винайшов сирену. Стверджував, що 1769 виявив, що кулі з однаковим електричним зарядом відштовхуються зі силою, обернено пропорційною квадрату відстані між ними, тобто передбачив відкриття закону Кулона (1785).
Також працював із Джеймсом Ваттом над створенням парового автомобіля, але безрезультатно.